# Liste der Naturdenkmale in Lübbenau/Spreewald
Die Liste der Naturdenkmale in Lübbenau/Spreewald nennt die Naturdenkmale in Lübbenau/Spreewald im Landkreis Oberspreewald-Lausitz in Brandenburg.
In den Spalten befinden sich folgende Informationen:
- Nr.: Identifizierungsnummer nach veröffentlichter Liste. Sie wird von der unteren Naturschutzbehörde des Landkreises oder der kreisfreien Stadt vergeben. Wenn sie bekannt ist, wird sie angegeben. In dieser Spalte kann sich zusätzlich das Wort Wikidata befinden, der entsprechende Link führt zu Angaben zu diesem Naturdenkmal bei Wikidata.
- Bezeichnung: Benennung des Naturdenkmals, in der Regel wird bei Bäume die Baumart genannt. Bekannte Eigennamen werden mit angegeben.
- Gemarkung: Ort oder Gemarkung, in der sich das Naturdenkmal befindet
- Lage: Nennt die Lage des Naturdenkmals im jeweiligen Ortsteil und die geografischen Koordinaten des Naturdenkmals. Link zu einem Kartenansichtstool, um Koordinaten zu setzen. In der Kartenansicht sind Naturdenkmale ohne Koordinaten mit einem roten beziehungsweise orangen Marker dargestellt und können in der Karte gesetzt werden. Denkmale ohne Bild sind mit einem blauen bzw. roten Marker gekennzeichnet, Denkmale mit Bild mit einem grünen beziehungsweise orangen Marker.
- Beschreibung: die Beschreibung des Naturdenkmales
- Schutzzweck: Erläutert den Grund der Unterschutzstellung
- Bild: Zeigt ein Bild des Naturdenkmales und gegebenenfalls ein Link zu weiteren Fotos im Medienarchiv Wikimedia Commons

## Groß Beuchow
| Bild                           | Bezeichnung                | Lage                                                                                   | Beschreibung | Schutzzweck | Nummer |
| ------------------------------ | -------------------------- | -------------------------------------------------------------------------------------- | ------------ | ----------- | ------ |
| Weitere Bilder Fotos hochladen | Stieleiche (Quercus robur) | Klein Beuchow, an der Auffahrt A 13 Richtung Dresden (51° 51′ 0,5″ N, 13° 54′ 27,2″ O) |              |             | 0404-1 |

## Hindenberg
| Bild | Bezeichnung                | Lage                                                                                | Beschreibung | Schutzzweck | Nummer |
| ---- | -------------------------- | ----------------------------------------------------------------------------------- | ------------ | ----------- | ------ |
| BW   | Stieleiche (Quercus robur) | Hindenberg, innerhalb des Friedhofs, Südwestecke (51° 51′ 9,1″ N, 13° 51′ 0,5″ O)   |              |             | 0408-1 |
| BW   | Stieleiche (Quercus robur) | Hindenberg, im Straßendreieck westlich der Kirche (51° 51′ 9,6″ N, 13° 50′ 58,9″ O) |              |             | 0408-2 |

## Kittlitz
| Bild                           | Bezeichnung                            | Lage | Beschreibung  | Schutzzweck | Nummer |
| ------------------------------ | -------------------------------------- | --- | ------------- | ----------- | ------ |
| BW                             | Blutbuche (Fagus sylvatica ,Purpurea’) | Kittlitz, auf dem Gelände der AWO-Förderschule (51° 49′ 51,7″ N, 13° 55′ 39,3″ O)                                     | wurde gefällt |             | 0409-1 |
| Weitere Bilder Fotos hochladen | Kastanie (Castanea)                    | Kittlitz, auf dem Lehmberg zwischen Eisdorf und Groß-Beuchow (51° 50′ 35,8″ N, 13° 55′ 6,4″ O)                        |               |             | 0409-2 |
| Weitere Bilder Fotos hochladen | Bergahorn (Acer pseudoplatanus)        | Kittlitz, auf dem Gelände der AWO-Förderschule, am Parkplatz (51° 49′ 52″ N, 13° 55′ 37,1″ O)                         |               |             | 0409-3 |
| Weitere Bilder Fotos hochladen | Rotbuche (Fagus sylvatica)             | Kittlitz, auf dem Gelände der AWO-Förderschule, ca. 100 m östlich vom Schulgebäude (51° 49′ 51,6″ N, 13° 55′ 38,3″ O) |               |             | 0409-4 |
| Weitere Bilder Fotos hochladen | Sommerlinde (Tilia platyphyllos)       | Kittlitz, AWO Gelände nordöstlich (51° 49′ 52,6″ N, 13° 55′ 36,7″ O)                                                  |               |             | 0409-5 |
| Weitere Bilder Fotos hochladen | Stieleiche (Quercus robur)             | Kittlitz, vor dem Eingang des Friedhofs (51° 49′ 32,7″ N, 13° 54′ 41,1″ O)                                            |               |             | 0409-6 |

## Lübbenau/Spreewald
| Bild                           | Bezeichnung                            | Lage | Beschreibung | Schutzzweck | Nummer  |
| ------------------------------ | -------------------------------------- | --- | ------------ | ----------- | ------- |
| Weitere Bilder Fotos hochladen | Blutbuche (Fagus sylvatica ,Purpurea’) | Lübbenau, Schlosspark, ca. 50 m nordöstlich vom Schloss (51° 52′ 10,1″ N, 13° 58′ 27,6″ O)                                    |              |             | 0400-1  |
| Weitere Bilder Fotos hochladen | Eichen-Bastard                         | Lübbenau, Schlosspark, ca. 25 m nördlich vom Schloss (51° 52′ 10,4″ N, 13° 58′ 25,7″ O)                                       |              |             | 0400-2  |
| Weitere Bilder Fotos hochladen | Gemeine Esche (Fraxinus excelsior)     | Lübbenau, Schlosspark, ca. 35 m östlich der ehemaligen Kanzlei (51° 52′ 7″ N, 13° 58′ 27,8″ O)                                |              |             | 0400-3  |
| Weitere Bilder Fotos hochladen | Stieleiche (Quercus robur)             | Lübbenau, Schlosspark, ca. 35 m östlich vom Schloss (51° 52′ 9,2″ N, 13° 58′ 28,4″ O)                                         |              |             | 0400-4  |
| Weitere Bilder Fotos hochladen | Sumpfzypresse (Taxodium distichum)     | Lübbenau, Schlosspark, ca. 220 m südöstlich vom Schloss und 200 m nordöstlich der Orangerie (51° 52′ 6,9″ N, 13° 58′ 37,8″ O) |              |             | 0400-5  |
| Fotos hochladen                | Sumpfzypresse (Taxodium distichum)     | Lübbenau, Schlosspark, ca. 200 m südöstlich vom Schloss und 190 nordöstlich der Orangerie (51° 52′ 7,8″ N, 13° 58′ 37,9″ O)   |              |             | 0400-6  |
| Fotos hochladen                | Tulpenbaum (Liriodendron tulipifera)   | Lübbenau, Schlosspark, ca. 170 m östlich vom Schloss (51° 52′ 8,5″ N, 13° 58′ 36,3″ O)                                        |              |             | 0400-7  |
| BW                             | Stieleiche (Quercus robur)             | Lübbenau, Friedhofspark in der Neustadt, ca. 30 m südöstlich von der Feierhalle (51° 51′ 47,8″ N, 13° 57′ 14,1″ O)            |              |             | 0400-8  |
| BW                             | Stieleiche (Quercus robur)             | Lübbenau, Friedhofspark in der Neustadt, ca. 50 m südöstlich von der Feierhalle (51° 51′ 47,4″ N, 13° 57′ 14,5″ O)            |              |             | 0400-9  |
| BW                             | Stieleiche (Quercus robur)             | Lübbenau, Friedhofspark in der Neustadt, ca. 100 m südlich von der Feierhalle (51° 51′ 46″ N, 13° 57′ 14,4″ O)                |              |             | 0400-10 |

## Ragow
| Bild                           | Bezeichnung                 | Lage                                                                                                | Beschreibung | Schutzzweck | Nummer |
| ------------------------------ | --------------------------- | --------------------------------------------------------------------------------------------------- | ------------ | ----------- | ------ |
| Weitere Bilder Fotos hochladen | Stieleiche (Quercus robur)  | Ragow, auf dem Dorfplatz (Alte Dorfstraße) (51° 53′ 11,6″ N, 13° 54′ 15″ O)                         |              |             | 0417-1 |
| Weitere Bilder Fotos hochladen | Winterlinde (Tilia cordata) | Ragow, gegenüber der Gaststätte „Walnuss“ an der Berliner Chaussee (51° 53′ 7,3″ N, 13° 54′ 8,6″ O) |              |             | 0417-2 |

## Zerkwitz
| Bild                           | Bezeichnung                | Lage                                                                                 | Beschreibung | Schutzzweck | Nummer |
| ------------------------------ | -------------------------- | ------------------------------------------------------------------------------------ | ------------ | ----------- | ------ |
| Weitere Bilder Fotos hochladen | Stieleiche (Quercus robur) | Zerkwitz, im Ort westlich der Kirche, Weggabelung (51° 51′ 46,9″ N, 13° 55′ 42,3″ O) |              |             | 0422-1 |